# Thitipan Puangchan
Thitipan Puangchan (Thai: ฐิติพันธ์ พ่วงจันทร์; * 1. September 1993 in Suphanburi), der auch unter dem Namen New (Thai: นิว) bekannt ist, ist ein thailändischer Fußballspieler.

## Karriere

### Verein
Thitipan Puangchan erlernte das Fußballspielen in der Satriwitthaya 2 School sowie bei Muangthong United, wo er 2011 auch seinen ersten Vertrag unterschrieb. Der Verein aus Pak Kret, einem nördlichen Vorort der Hauptstadt Bangkok, spielte in der ersten Liga, der Thai Premier League. Das erste Jahr wurde er zum Suphanburi FC nach Suphanburi ausgeliehen. Mit Suphanburi spielte er in der zweiten Liga, der Thai Premier League Division 1. 2016 wechselte er zum Ligakonkurrenten Chiangrai United nach Chiangrai. Nach 42 Erstligaspielen für Chiangrai unterschrieb er 2018 in Bangkok einen Vertrag beim ebenfalls in der ersten Liga spielenden Bangkok Glass, dem heutigen BG Pathum United FC. Ende 2018 musste BG in die zweite Liga absteigen. Die Saison 2019 spielte er auf Leihbasis beim japanischen Erstligisten Ōita Trinita. Für den Verein aus Ōita spielte er 20-mal in der ersten Liga, der J1 League. 2020 kehrte er zu BG zurück. Der Verein wurde 2019 Meister der zweiten Liga und spielte 2020 wieder erstklassig. Nach einer überragenden Saison 2020/21 wurde BG am 24. Spieltag mit 19 Punkten Vorsprung thailändischer Fußballmeister. Im August 2021 wechselte er auf Leihbasis zum Ligakonkurrenten Bangkok United und vier Monate später wurde er dann fest von Bangkok United unter Vertrag genommen. 2023 feierte er mit dem Hauptstadtverein die Vizemeisterschaft. Am 28. Mai 2023 stand er mit dem Verein im Finale des thailändischen Pokals. Hier unterlag man dem Erstligisten Buriram United mit 0:2. Am 5. August 2023 gewann er mit Bangkok United den thailändischen Super Cup. Das Spiel gegen den Meister Buriram United im Rajamangala Stadium gewann man mit 2:0. Am Ende der Saison 2023/24 feierte er mit dem Verein die Vizemeisterschaft. Am 15. Juni 2024 gewann er mit Bangkok United den FA Cup. Das Endspiel gegen den Zweitligisten Dragon Pathumwan Kanchanaburi FC gewann man im Elfmeterschießen. Am Ende der Saison 2024/25 feierte er zum dritten Mal mit Bangkok die Vizemeisterschaft.

### Nationalmannschaft
Von 2011 bis 2012 lief Thitipan Puangchan  10 Mal für die thailändische U19-Nationalmannschaft auf. 18 Mal lief er von 2012 bis 2016 für die thailändische U23-Nationalmannschaft auf. Seit 2013 ist er fester Bestandteil der thailändischen A-Nationalmannschaft.

## Erfolge

### Verein
Muangthong United
- Thailändischer Meister: 2012

Chiangrai United
- Thailändischer Pokalsieger: 2017

BG Pathum United FC
- Thailändischer Meister: 2020/21

Bangkok United
- Thailändischer Vizemeister: 2022/23, 2023/24, 2024/25
- Thailändischer Pokalsieger: 2023/24
- Thailändischer Pokalfinalist: 2022/23
- Thailändischer Supercup-Sieger: 2023

### Nationalmannschaft
Thailand U19
- AFF U-19 Youth Championship: 2011

Thailand U23
- Sea Games: 2013, 2015

Thailand
- King’s Cup: 2017
- Südostasienmeisterschaft: 2021